# Geodäsie und Geoinformatik
Geodäsie und Geoinformatik (auch Geodäsie und Geoinformation) ist eine an vielen Hochschulen eingerichtete Studienrichtung. Sie kann sowohl Bachelor- als auch Master- bzw. Diplomstudien umfassen und wurde um 2005 erstmals an der TU Wien und der Universität Stuttgart realisiert. An einigen deutschsprachigen Universitäten sind auch Kooperationen mit dem Geografie-Studium etabliert.

## Interdisziplinäres Studium
Die Ausbildung beinhaltet die Grundlagen der Geodäsie (incl. Katasterwesen und Kartografie) sowie der Geoinformatik. Sie behandelt unter anderem boden- bzw. raumbezogene Datenbanken (Geoinformationssysteme), entwickelt Algorithmen und interdisziplinäre Verknüpfungen und verbindet dadurch verschiedene Bio- und Geowissenschaften mit Problemkreisen z. B. des Umweltschutzes, der Raumplanung, des Bauwesens und des Grenzkatasters. Zusätzlich wird eine Enzyklopädie dieser Nachbardisziplinen geboten.
Als Schnittmenge von angewandter Informatik, dem Geodäsiestudium und einigen technischen Disziplinen ist das Studium teilweise interdisziplinär und bietet gute Berufschancen in verschiedene Richtungen. Sein Nutzen für die breite Anwendung wird beispielsweise in der digitalen Kartografie oder der Entwicklung von Apps für den Tourismus sichtbar.

## Studienorte im deutschsprachigen Raum
Studiengänge werden in Deutschland, Österreich und der Schweiz an mehreren Hochschulen auf Bachelor-, Master und teilweise auch auf Doktoratsniveau angeboten. Einige einschlägige Hochschulstandorte sind
- Berlin (TU: Geodäsie und Geoinformationstechnik)[1]
- Bonn (Uni: Geodäsie und Geoinformation)[2]
- Darmstadt (TU: Geodäsie und Geoinformation)[3]
- Dresden (TU: Geodäsie und Geoinformation)[4]
- Graz (TU: Geodäsie und Geoinformation)[5]
- Hamburg (HCU: Geodäsie und Geoinformatik)[6]
- Hannover (LUH: Geodäsie und Geoinformatik)[7]
- Karlsruhe (KIT: Geodäsie und Geoinformatik)[8]
- München (TU: Geodäsie und Geoinformation;[9] HM: Angewandte Geodäsie und Geoinformatik[10])
- Stuttgart (Uni: Geodäsie und Geoinformatik)[11]
- Wien (TU: Geodäsie und Geoinformation)[12]
- Dessau (HS Anhalt: Vermessung und Geoinformatik)[13]
- Würzburg (THWS: Vermessung und Geoinformatik)[14]